# USS Harry L. Corl (APD-108)
USS Harry L. Corl (APD-108) là một tàu vận chuyển cao tốc lớp Crosley, nguyên được cải biến từ chiếc DE-598, một tàu hộ tống khu trục lớp Rudderow, và đã phục vụ cùng Hải quân Hoa Kỳ trong Chiến tranh Thế giới thứ hai. Nó là chiếc tàu chiến duy nhất của Hải quân Hoa Kỳ được đặt cái tên này, theo tên Thiếu úy Hải quân Harry L. Corl (1914-1942), phi công từng phục vụ cùng không lực hải quân, được tặng thưởng Huân chương Chữ thập Hải quân do hoạt động xuất sắc trong Trận Midway, và đã mất tích trong một phi vụ tại Nam Thái Bình Dương vào ngày 24 tháng 8, 1942. Nó đã phục vụ cho đến khi chiến tranh kết thúc, xuất biên chế năm 1946, rồi được chuyển cho Hàn Quốc năm 1966 và tiếp tục phục vụ như là chiếc ROKS Ah San (PG-82) cho đến năm 1984. Con tàu bị bán để tháo dỡ sau đó.

## Thiết kế và chế tạo
Thiết kế của lớp Crosley dựa trên việc cải biến lớp tàu hộ tống khu trục Rudderow. Cấu trúc thượng tầng con tàu được mở rộng, đồng thời tháo dỡ bớt vũ khí trang bị để lấy chỗ bố trí nơi nghỉ cho 162 binh lính được vận chuyển cùng khoảng 40 tấn trang bị. Hệ thống động lực tương tự như với các lớp Buckley và Rudderow; là kiểu động cơ turbine-điện General Electric, cung cấp điện năng cho mô-tơ điện để dẫn động hai trục chân vịt.
Dàn vũ khí được giữ lại bao gồm một khẩu pháo 5 inch (130 mm)/38 cal bố trí một phía trước mũi; ba khẩu đội pháo phòng không Bofors 40 mm nòng đôi và sáu pháo phòng không Oerlikon 20 mm; vũ khí chống ngầm gồm hai đường ray Mk. 9 để thả mìn sâu. Thủy thủ đoàn đầy đủ bao gồm 15 sĩ quan và 168 thủy thủ; và con tàu được bố trí tiện nghi để vận chuyển 12 sĩ quan cùng 150 binh lính đổ bộ.
Harry L. Corl được đặt lườn như là chiếc DE-598 tại Xưởng tàu Bethlehem-Hingham ở Hingham, Massachusetts vào ngày 19 tháng 1, 1944. Nó được hạ thủy vào ngày 1 tháng 3, 1944, được đỡ đầu bởi bà Marie Mohr, chị của Thiếu úy Corl. Đang khi được hoàn thiện, con tàu được xếp lại lớp như một tàu vận chuyển cao tốc vào ngày 17 tháng 7, 1944, mang ký hiệu lườn mới APD-108, và nhập biên chế cùng Hải quân Hoa Kỳ vào ngày 5 tháng 6, 1945 dưới quyền chỉ huy của Hạm trưởng, Đại úy Hải quân Walter D. Jenckes.

## Lịch sử hoạt động

### USSHarry L. Corl
Sau khi hoàn tất việc chạy thử máy huấn luyện tại vùng biển Caribe, Harry L. Corl được chuẩn bị để điều động sang khu vực Mặt trận Thái Bình Dương. Nó khởi hành từ Norfolk, Virginia vào ngày 4 tháng 8, 1945 để đi sang vùng bờ Tây, nhưng vẫn còn đang trên đường đi khi Nhật Bản chấp nhận đầu hàng vào ngày 15 tháng 8, 1945 giúp chấm dứt vĩnh viễn cuộc xung đột. Sau khi đi đến San Diego, California vào ngày 19 tháng 8, nó làm nhiệm vụ vận chuyển nhân sự và tiếp liệu đến các cảng tại khu vực Bắc Thái Bình Dương. Đi đến Seattle, Washington vào ngày 26 tháng 8, nó đón lên tàu hành khách và thiết bị đo đạc thời tiết, rồi đi đến Dutch Harbor, Alaska vào ngày 1 tháng 9 và đến Petropavlovstk-Kamchasky trên bán đảo Kamchatka vào ngày 6 tháng 9, những nơi nó chất dỡ thiết bị để giúp thành lập các trạm quan trắc thời tiết.
Trong hơn hai tháng tiếp theo, Harry L. Corl còn thực thêm ba chuyến đi tiếp liệu từ đảo Attu thuộc quần đảo Aleut đến Petropavlovstk-Kamchasky, rồi đi đến Seattle vào ngày 21 tháng 11. Nó tiến hành một chuyến đi vận chuyển hành khách khác đến các cảng Alaska và quay trở về Seattle vào ngày 11 tháng 1, 1946. Sau đó nó lên đường đi San Francisco, California, rồi rời cảng này vào ngày 26 tháng 2 để đi sang vùng bờ Đông Hoa Kỳ. Được chuẩn bị để ngừng hoạt động, nó đi đến thành phố New York vào ngày 20 tháng 3 trước khi đi đến Green Cove Springs, Florida vào ngày 12 tháng 4. Con tàu được cho xuất biên chế vào ngày 21 tháng 6, 1946 và được đưa về Hạm đội Dự bị Đại Tây Dương. Tên nó được cho rút khỏi danh sách Đăng bạ Hải quân vào ngày 15 tháng 1, 1966.

### ROKSAh San(PG-82)
Harry L. Corl được chuyển cho Cộng hòa Hàn Quốc vào tháng 5, 1966 trong khuôn khổ Chương trình Viện trợ Quân sự, và phục vụ cùng Hải quân Cộng hòa Hàn Quốc như là chiếc pháo hạm ROKS Ah San (PG-82). Ah San lần lượt được xếp lại lớp thành APD-82 (tàu vận chuyển cao tốc), rồi thành APD-823, và cuối cùng thành DE-823 (tàu hộ tống khu trục). Con tàu ngừng hoạt động năm 1984 và bị tháo dỡ sau đó.

## Phần thưởng
Nguồn: Navsource Naval History
|  |  |  |

| Huân chương Chiến dịch Hoa Kỳ | Huân chương Chiến dịch Châu Á-Thái Bình Dương | Huân chương Chiến thắng Thế Chiến II |